# Lettre d'amour zoulou
Pour plus de détails, voir Fiche technique et Distribution.
Lettre d'amour zoulou (ou Lettre d'amour zouloue ; Zulu Love Letter) est un film franco-germano-sud-africain réalisé par Ramadan Suleman en 2004, sorti en 2004 et dont le sujet est l'apartheid.

## Synopsis
Thandeka, une jeune journaliste noire, vit dans la hantise du passé à Johannesburg, au point de ne plus parvenir à travailler et d'aller d'échec en échec dans ses relations avec sa fille Mangi, une enfant de treize ans sourde et muette. Un jour une vieille femme, Me'Tau, se présente au journal. Dix ans plus tôt, Thandeka a été témoin de l'assassinat de sa fille Dineo par une équipe de la police secrète. Me'Tau veut que Thandeka retrouve les meurtriers de Dineo et le corps de celle-ci afin qu'il soit enseveli conformément à la tradition. Ce que ne peut pas savoir Me'Tau c'est que Thandeka a déjà payé pour cette histoire, pour avoir osé affronter la machine blanche de l'apartheid. Mangi prépare en secret une lettre d'amour zoulou à sa mère, quatre images brodées représentant la solitude, l'abandon, l'espoir et l'amour, comme un geste ultime envers sa mère pour qu'elle n'abandonne pas le combat.

## Fiche technique
- Réalisation : Ramadan Suleman
- Production : JBA Production
- Scénario : Ramadan Suleman, Bhekizizwe Peterson
- Image : Manuel Teran
- Son : Gita Cerveira, Jean Mallet, Jean-Pierre Laforce
- Musique : Zim Ngqawana
- Montage : Jacques Comets
- Dates de sortie :
  -  Italie : 8 septembre 2004 (Mostra de Venise)
  -  Canada : 11 septembre 2004 (Festival international du film de Toronto)
  -  France : 8 novembre 2004 (Festival international du film d'Amiens)
  -  Afrique du Sud : 5 août 2005

## Distribution
- Pamela Nomvete : Thandi (Thandeka Khumalo) (comme Pamela Nomvete Marimbe)
- Mpumi Malatsi : Mangi
- Sophie Mgcina : Me'Tau
- Kurt Egelhof : Moola
- Connie Mfuku : Ma'Khumalo
- Patrick Ndlovu : Bab'Khumalo
- Hugh Masebenza : Bouda'D
- Richard Nzimande : Mike Peters
- Patrick Shai : Khubeka
- David Butler : Green
- Samson Khumalo : Dhlamini
- Ian Roberts : Moolman
- Lerato Moloi : Dineo Tau
- Jerry Mofokeng : Lucky Sithole
- David Mohloki : Sipho
- Elize Cawood : Principal Smuts
- Jennifer Steyn : Laurice Katz
- Fats Bookholane : Ntate No-Nonsense
- Wilson Dunster : Dick Smith
- Tsholofelo Wechoemang : Mapule
- Jeremiah Ndlovu : Preacher
- Lucas Baloyi : Ramy
- Keketso Semoko : Ma'Dhlamini
- Lindelani Buthelezi : Policeman 1
- Sello Motloung : Policeman 2
- Dini Nondumo : Thabiso
- Mpho Macala : Sibongile Dhlamini
- Akin Omotoso : Songs of Solomon (voix)

## Distinctions
- Cartago 2004
- Mons 2005
- FESPACO 2005
- Cape Town World Cinema 2005
- Angers 2005